# Dicranum longirostre
Dicranum longirostre là một loài Rêu trong họ Dicranaceae. Loài này được (F. Weber & D. Mohr) Kindb. mô tả khoa học đầu tiên năm 1897.